# Pristimantis bambu
Pour les articles homonymes, voir Bambu.
Espèce
Statut de conservation UICN

 DD  : Données insuffisantes
Pristimantis bambu est une espèce d'amphibiens de la famille des Craugastoridae.

## Répartition
Cette espèce est endémique de la province de Cañar en Équateur. Elle se rencontre entre 2 876 et 2 989 m d'altitude dans la cordillère Orientale.

## Publication originale
- Arteaga-Navarro & Guayasamin, 2011 : A new frog of the genus Pristimantis (Amphibia: Strabomantidae) from the high Andes of Southeastern Ecuador, discovered using morphological and molecular data. Zootaxa, no 2876, p. 17–29.